# Batalha (Piauí)
Batalha é um município brasileiro do estado do Piauí. Localiza-se à latitude 04º01'30" sul e à longitude 42º04'30" oeste, com altitude de 150 metros. De acordo com o censo demográfico de 2022, sua população é de 26.300 habitantes, distribuídos em 1553,8 km² de área.

## História
O topônimo Batalha, segundo a tradição oral, teve origem nas lutas travadas entre os colonizadores portugueses e indígenas, lutas essas que se prolongaram até o completo desalojamento dos índios. Existe também a versão de que seria uma homenagem dos colonos portugueses à vila portuguesa de Batalha.
Por volta do século XVIII, começaram a ser povoadas as terras por onde se estende o município de Batalha, um dos mais antigos do Estado do Piauí.
Em 1794, com o surto de melhoramentos no povoado, cresceu a população. Iniciou-se, então, a construção da igreja do padroeiro, São Gonçalo, recebendo a imagem de origem barroca que até os dias de hoje se encontra na igreja, sendo esta uma imagem portuguesa, patrimônio histórico do município. A construção da igreja foi finalizada vinte anos depois do início de sua construção, no ano de 1814. 
Em 1853 foi criada a freguesia de São Gonçalo pela resolução nº 3 publicada em 24 de agosto de 1853; a sede municipal foi elevada à categoria de cidade em 1938.